# Karin piccola dea
Karin piccola dea (かみちゃまかりん?, Kamichama Karin) è un mahō shōjo manga di Koge-Donbo. È stato pubblicato in Giappone sulla rivista Nakayoshi, edita da Kōdansha, nel 2003. La serie originale consta di 7 volumi, più un sequel chiamato Kamichama Karin Chu, cominciato sulla stessa rivista nel luglio 2006, anch'esso di 7 volumi.
Il manga è stato successivamente trasposto in anime dallo studio Satelight per la regia di Takashi Anno e trasmesso su TV Tokyo dal 6 aprile al 28 settembre 2007.
In Italia il manga è stato edito nel 2004 da Play Media Company, mentre l'anime è andato in onda a partire dall'inizio dell'agosto 2009 su DeA Kids tutti i giorni a mezzanotte.

## Trama
Karin è una studentessa delle scuole medie. Vive sola con sua zia dopo la morte dei suoi genitori, avvenuta quando la ragazza era ancora molto giovane. Dopo la morte del suo amato gatto Shii-chan (Sidney), il suo destino ha un enorme cambiamento. Karin scopre molto presto che l'unica eredità avuta dalla madre, un misterioso anello d'argento, le permette di trasformarsi in una dea con l'aiuto di Atena. Poco dopo, fa la conoscenza di altri suoi coetanei che possiedono anelli simili al suo, tra cui Himeka e Kazune Kujou (Emily e Keaton Howl, in Italia) con i quali cercherà di risolvere il mistero che circonda le loro vite.
La protagonista quasi costretta a trasformarsi la prima volta per proteggere i suoi due nuovi amici, scoprendo quindi di possedere anche lei il misterioso potere dell'anello, andrà a vivere a casa dei Kujou e inizierà a frequentare l'Accademia Sakuragaoka, la scuola più prestigiosa dell'intero Giappone.

## Personaggi

Karin, Himeka e Kazune nell'anime

Karin Hanazono (花鈴 花園?, Hanazono Karin)
Doppiata da: Mai Nakahara (giapponese), Perla Liberatori (italiano)
Età: 12-13 anni
È la protagonista, orfana di genitori, che vive con sua zia materna. All'inizio della storia, Karin è sola, e per amico ha soltanto il suo gatto di nome Shii-chan. Ma, il gatto muore, e lei, depressa, gli costruisce una tomba sotto un albero. Il giorno della morte di Shii-chan, Karin incontra Kazune (Keaton), e, anche senza conoscersi, iniziano a litigare. Qualche giorno dopo sbatte contro una bella ragazza, (quanto lei), della sua età, di nome Himeka (Emily), che è la cugina di Kazune, e, naturalmente, incontra anche lui. Con Himeka, stringe immediatamente amicizia. Nel tentativo di vedere l'anello, Kazune ferma un pugno di Karin, e lei, intimorita dal fatto che lui possa averglielo tolto, lo sottrae dalle sue mani, e l'anello inizia a brillare. Sempre più spaventata, Karin corre via.
Sempre un giorno dopo, Karin scopre di essere in un certo senso cambiata, e, naturalmente, rincontra Himeka e Kazune che l'avvisano di dover partire. Lei, depressa, va a ritrovare Shii-chan, e durante la sua visita, un ragazzo con gli occhiali l'attacca per sottrarle l'anello. Kazune arriva in tempo per salvarla, e la manda da Himeka per fuggire, ma Himeka, senza volere, la riporta nel luogo del combattimento, costringendola a combattere. Karin si trasforma in una Dea con l'aiuto di Atena. Da quel giorno Himeka e Kazune decidono di portare Karin con loro, dandole una casa e una notevole opportunità, studiare in una scuola molto famosa.
All'interno della scuola Karin stringe amicizia con alcuni compagni della sua classe, ma soprattutto s'innamora del fratello minore del ragazzo con gli occhiali che l'ha attaccata, Kirio Karasuma. Il ragazzo si chiama Kirika Karasuma e usa Karin per poter fare contento il fratello maggiore Kirio anche se lui ha un animo molto più nobile. In seguito scoprirà che Kirika è una ragazza e quindi la lascia perdere rimanendo solo un'amica. Scoprirà più avanti di essere la moglie di Kazune del passato e che egli, per proteggerla, l'ha tramuta in una bambina con il nome di Karin, anche se il suo vero nome è Suzuka Kujyou. Nel manga, in futuro, si fidanzerà con Kazune reinnamorandosi di lui.
Karin è intelligente ma non è molto brava a scuola (i suoi voti arrivano a malapena a trenta su cento), ma ha molta iniziativa e determinazione.
Kazune Kujyō (和音 九条?, Kujō Kazune, Keaton Howl nell'edizione italiana dell'anime)
Doppiato da: Miyuki Sawashiro (giapponese), Gabriele Patriarca (italiano)
Età: 12-13 anni
Anche lui, munito dell'anello per diventare un Dio, si trasforma con l'aiuto di Apollo, per questo viene chiamato da Kirio "Dio del Sole". Sembra essere orfano sia di padre che di madre, e che viva unicamente per proteggere sua cugina Himeka (che in realtà è la figlia). Ha una tremenda paura degli insetti, e non riesce a guardarli (si vede, effettivamente, una puntata nella quale Karin riesce a tornare indietro nel tempo e, travestita da mantide, compare davanti a Kazune piccolo, per assicurarsi che sia lui. Sembra che quel fatto abbia traumatizzato Kazune moltissimo, e che, per questo motivo, non riesca a sopportare le mantidi). Si allena ogni mattina cercando di diventare molto forte per poter proteggere Himeka e poter anche trasformarsi in Apollo ogni volta che vuole, anche se non riesce a mantenere a lungo la sua trasformazione, tant'è che dopo di essa sviene, al contrario di Karin. È il clone del professor Kazuto Kujyou, per questo è legato così tanto a Himeka e a Karin (sua moglie).
S'innamora quasi immediatamente e follemente di quest'ultima, anche se lei inizialmente non lo contraccambia ma poi si innamorerà anche lei. Essendo il clone del professor Kujyou, ha lavorato con Kirihiko Karasuma (padre adottivo di Kirio e Kirika) per il progetto della "Trasformazione Divina". Quest'ultimo era intento a dominare anche il mondo degli Dei mentre Kazuto/Kazune no. Per questo Kazuto nascose la sua parte della ricerca in Himeka (sua figlia con Karin/Suzuka) perché lui voleva scoprire soltanto qualcosa in più sugli Dei e non era intento a toccarne o a vederne il loro mondo. Kirihiko, venuto a sapere che la parte della ricerca era nascosta in Himeka, si precipitò subito da lui per prendere i dati della "Trasformazione Divina" con il suo anello (quello di Zeus). In quel momento Kazuto lo ferma ed Himeka si divide in due parti (due Himeke). La figlia di Kazuto e Suzuka rimane nel futuro con Kazune e Karin, non a conoscenza dell'accaduto, tanto da pensare che Kazune fosse il cugino; mentre l'altra Himeka viene protetta da Kirio e Kirika nel futuro e vive con loro. Kazune, in seguito, vede scritta una specie di frase in codice sull'anello di Michiru e cerca di capirla, facendola vedere anche a Karin, ignara anche lei (come Himeka) di ciò che è accaduto in passato con il professor Kujyou. Insieme riescono a capirne il seguente significato: quando ci sarà solo una Himeka i dati della "Trasformazione Divina" verranno scoperti; è l'anello di Zeus che controlla l'equilibrio tra le due Himeke, bisogna distruggerlo e impossessarsi del potere degli anelli rimanenti, solo in questo modo si potranno salvare tutte e due le Himeke. Nel manga Kazune, in seguito, viene a sapere che, con Karin nel futuro, ha un altro figlio, Suzune (in Italia Steven), che viene spesso a trovarli nel suo passato. Tanto è vero che un giorno torna nel passato per dare a Karin quattro anelli, tre dei quali destinati ai "Tre Nobili Dei" (Kazune, Michiru e Jin) e l'altro per Karin e un orologio Chronos sempre per Karin. Questi oggetti servono a distruggere i semi del Caos che creano diversi problemi nel presente di Suzune. Kazune (dei "Tre Nobili Dei") rappresenta Urano il "Dio del Cielo".
Particolarità: Kazune è mancino, e l'orologio lo tiene sulla mano destra e rivolto verso l'alto (in Giappone generalmente si porta rivolto verso il basso). Sebbene sia mancino, nell'episodio "Un'unione inaspettata" scrive con la mano destra quando lui e Karin fanno i compiti sulla lavagna, mentre lei con la mano sinistra, anche se non è mancina.
Himeka Kujyō (姫香 九条?, Kujō Himeka, Emily Howl nell'edizione italiana dell'anime)
Doppiata da: Noriko Shitaya (giapponese), Gemma Donati (italiano)
Età: 12-13 anni
Cugina di Kazune, sembra essere stata divisa in due quando era molto piccola, in questo modo vivono due Himeke in un equilibrio molto fragile. Quando l'Himeka di Kazune e Karin si sente meglio, L'Himeka di Kirio si sente peggio.
Himeka vive con il cugino da sempre, e, vedendolo come unico punto di riferimento, s'innamora di lui. Nonostante questo, quando vede nell'episodio "La confessione di Keaton" Karin e Kazune baciarsi, non sembra essere gelosa, ma addirittura contenta, dopo aver visto un flashback dei suoi genitori.
Dolce e calma, riesce a capire tutto di Kazune, e ogni cosa che sa la dice a Karin, che utilizza le sue informazioni come mezzo di tortura per il ragazzo. Adora gli insetti e tutti gli animali in generale. Vorrebbe che né Karin, né Kazune lottassero per la sua sopravvivenza, ma crede in loro fermamente.
Kirio Karasuma (キリオ 烏丸?, Karasuma Kirio, Simon Harrison nell'edizione italiana dell'anime)
Doppiato da: Shintarō Asanuma (giapponese), Marco Vivio (italiano)
Età: 15 anni
In realtà, lui è molto nobile di spirito, ma adora la sua Himeka al punto da odiare l'altra. Non crede che l'altra Himeka abbia fatto qualcosa di sbagliato, ma ha paura di veder scomparire la sua parte d'Himeka. Per questo motivo non si dà scrupoli ad attaccare Kazune e Karin. Infatti, distruggendo i loro anelli, l'energia che protegge Himeka Kujyō scompare, e questo la rende molto debole, al punto tale da essere a rischio di vita.
Disprezza l'appellativo che gli dà Karin, che sarebbe "quattr'occhi" o addirittura "uomo occhialuto..." e ogni volta le ripete che il suo nome è Kirio, ma lei non lo ascolta mai, per questo la chiama Dea Novellina, anche se Karin non sembra avere problemi.
Adora a tal punto la sua Himeka, da scriverle libri e crearle giocattoli, per poi giocare con lei.

## Volumi
| Nº | Data di prima pubblicazione | Data di prima pubblicazione | Data di prima pubblicazione |
| Nº | Giapponese                  | Giapponese                  | Italiano                    |
| -- | --------------------------- | --------------------------- | --------------------------- |
| 1  | 5 settembre 2003            | ISBN 4-06-334759-1          | 30 dicembre 2006            |
| 2  | 5 dicembre 2003             | ISBN 4-06-334830-X          | 30 gennaio 2007             |
| 3  | 5 marzo 2004                | ISBN 4-06-334858-X          | 27 febbraio 2007            |
| 4  | 2 luglio 2004               | ISBN 4-06-334895-4          | 30 marzo 2007               |
| 5  | 6 dicembre 2004             | ISBN 4-06-334951-9          | 30 aprile 2007              |
| 6  | 30 aprile 2005              | ISBN 4-06-372005-5          | 30 maggio 2007              |
| 7  | 6 dicembre 2005             | ISBN 4-06-372108-6          | 30 giugno 2007              |

## Episodi
Per un errore di programmazione, in Italia, tra la sera del 10 e la notte dell'11 agosto 2009 le puntate 7 e 8 sono andate in onda invertite, inoltre la puntata 7 aveva il titolo della puntata 9 giapponese.
| Nº | Titolo italiano Giapponese 「Kanji」 - Rōmaji                                                                   | In onda           | In onda        |
| Nº | Titolo italiano Giapponese 「Kanji」 - Rōmaji                                                                   | Giapponese        | Italiano       |
| 1  | Il misterioso anello di Karin 「花鈴ちゃんのふしぎな指輪だしー」 - Karin-chan no Fushigi na Yubiwa Dashī        | 6 aprile 2007     | 4 agosto 2009  |
| 2  | Verso una nuova vita 「花鈴ちゃん、かみちゃまに変神だしー」 - Karin-chan, Kami-chama ni Henshin Dashī           | 13 aprile 2007    | 5 agosto 2009  |
| 3  | Il segreto di Emily 「姫香ちゃんの秘密だしー」 - Himeka-chan no Himitsu Dashī                                   | 20 aprile 2007    | 6 agosto 2009  |
| 4  | Il ritorno di Shii-chan 「しーちゃんとの再会だしー」 - Shī-chan to no Saikai Dashī                              | 27 aprile 2007    | 7 agosto 2009  |
| 5  | Karin e l'esame semestrale 「和音くんの中間テスト大作戦だしー」 - Kazune-kun no Chuukan TESUTO Daisakusen Dashī | 4 maggio 2007     | 8 agosto 2009  |
| 6  | La festa della scuola - prima parte 「どすこい、恋する学園祭だしー」 - Dosukoi, Koisuru Gakuensai Dashī         | 11 maggio 2007    | 9 agosto 2009  |
| 7  | La festa della scuola - seconda parte 「はっけよい、踊る学園祭だしー」 - Hakkeyoi, Odoru Gakuensai Dashī        | 18 maggio 2007    | 11 agosto 2009 |
| 8  | L'anello è scomparso 「指輪が消えちゃったんだしー」 - Yubiwa ga kiechattan Dashī                                | 25 maggio 2007    | 10 agosto 2009 |
| 9  | Il nuovo studente 「なぞの転校生、かっこいいんだしー」 - Nazo no tenkousei, kakkoiin Dashī                      | 1º giugno 2007    | 12 agosto 2009 |
| 10 | Il segreto di Keaton 「ミッチーのドキドキ温泉ツアーだしー」 - Micchii no doki doki onsen tsuaa Dashī            | 8 giugno 2007     | 13 agosto 2009 |
| 11 | Un'unione inaspettata 「不思議な光でぴったんこだしー」 - Fushigi na Hikari de Pitutan ko Dashi                  | 15 giugno 2007    | 14 agosto 2009 |
| 12 | Il ragazzo giusto 「アデュー、花鈴ちゃんの初恋だしー」 - Adyuu, Karin-chan no hatsukoi Dashi                    | 22 giugno 2007    | 15 agosto 2009 |
| 13 | Un appuntamento romantico 「和音くんとラブラブデート!?だしー」 - Kazune-kun to raburabu deeto!? Dashi           | 29 giugno 2007    | 16 agosto 2009 |
| 14 | Una giornata al mare 「渚だしー」 - Nagisa Dashi                                                                | 6 luglio 2007     | 17 agosto 2009 |
| 15 | Prove d'amore 「サマータイムブルースだしー」 - Samaa Taimu Buruusu Dashi                                        | 13 luglio 2007    | 18 agosto 2009 |
| 16 | Il segreto di Daniel 「プレゼントは謎の指輪だしー」 - Puresento ha nazo no Yubiwa Dashi                         | 20 luglio 2007    | 19 agosto 2009 |
| 17 | Il mistero della foto 「霧火先輩の告白だしー」 - Kirika-senpai no Kokohaku Dashi                                | 27 luglio 2007    | 20 agosto 2009 |
| 18 | Due principi per Karin 「ライバルは和音王子だしー」 - Raibaru ha Kazune Ouji Dashi                              | 3 agosto 2007     | 21 agosto 2009 |
| 19 | Inizia lo spettacolo 「愛の劇場、待ったなしだしー」 - Ai no Gekijyou Matanashi Dashi                            | 10 agosto 2007    | 22 agosto 2009 |
| 20 | La confessione di Keaton 「ミッチー、いらっしゃ～い♪だしー」 - Micchi Irasshai Dashi                            | 17 agosto 2007    | 23 agosto 2009 |
| 21 | L'indovino truffatore 「姫香ちゃんと占いメガネっ子だしー」 - Himeka-chan to Uranai Meganekko Dashi              | 24 agosto 2007    | 24 agosto 2009 |
| 22 | Karin e la festa d'autunno 「和音くん？とお祭りだしー」 - Kazune-kun? To Omatsuri Dashi                         | 31 agosto 2007    | 25 agosto 2009 |
| 23 | Tutti a casa di Harrison 「烏丸さんち、お宅はいけんだしー」 - Karasuma-san chi, Otaku Haiken Dashi              | 7 settembre 2007  | 26 agosto 2009 |
| 24 | Ma quanti uomini occhialuti ci sono? 「あっちもこっちもメガネっ子だしー」 - Acchi mo Kocchi mo Meganekko Dashi  | 14 settembre 2007 | 27 agosto 2009 |
| 25 | L'anello di Zeus 「ゼウスの指輪の迷宮だしー」 - Zeusu no Yubiwa no Meikyuu Dashi                                | 21 settembre 2007 | 28 agosto 2009 |
| 26 | La vittoria di Karin e Keaton 「時空の迷い子たち」 - Jikuu no Mayoi go Tachi                                    | 28 settembre 2007 | 29 agosto 2009 |

## Doppiaggio
| Personaggio                     | Doppiatore originale | Doppiatore italiano |
| ------------------------------- | -------------------- | ------------------- |
| Karin Hanazono                  | Mai Nakahara         | Perla Liberatori    |
| Keaton Howl (Kazune Kujyou)     | Miyuki Sawashiro     | Gabriele Patriarca  |
| Emily Howl (Himeka Kujyou)      | Noriko Shitaya       | Gemma Donati        |
| Simon Harrison (Kirio Karasuma) | Shintarō Asanuma     | Marco Vivio         |
| Steven                          |                      | Laura Amadei        |
| Daniel                          |                      | Deborah Ciccorelli  |
| Luna                            |                      | Deborah Ciccorelli  |
| Mindy Mi                        |                      | Ilaria Latini       |
| Nike                            |                      | Daniela Abruzzese   |
| Jonah                           |                      | Gianluca Crisafi    |
| Milton                          |                      | Emiliano Reggente   |